# Michael Rosenberger (Theologe)
Michael Rosenberger (* 8. März 1962 in Würzburg) ist ein römisch-katholischer Priester und Moraltheologe. Seit 2002 ist er Inhaber des Lehrstuhls für Moraltheologie an der Katholischen Privat-Universität Linz.

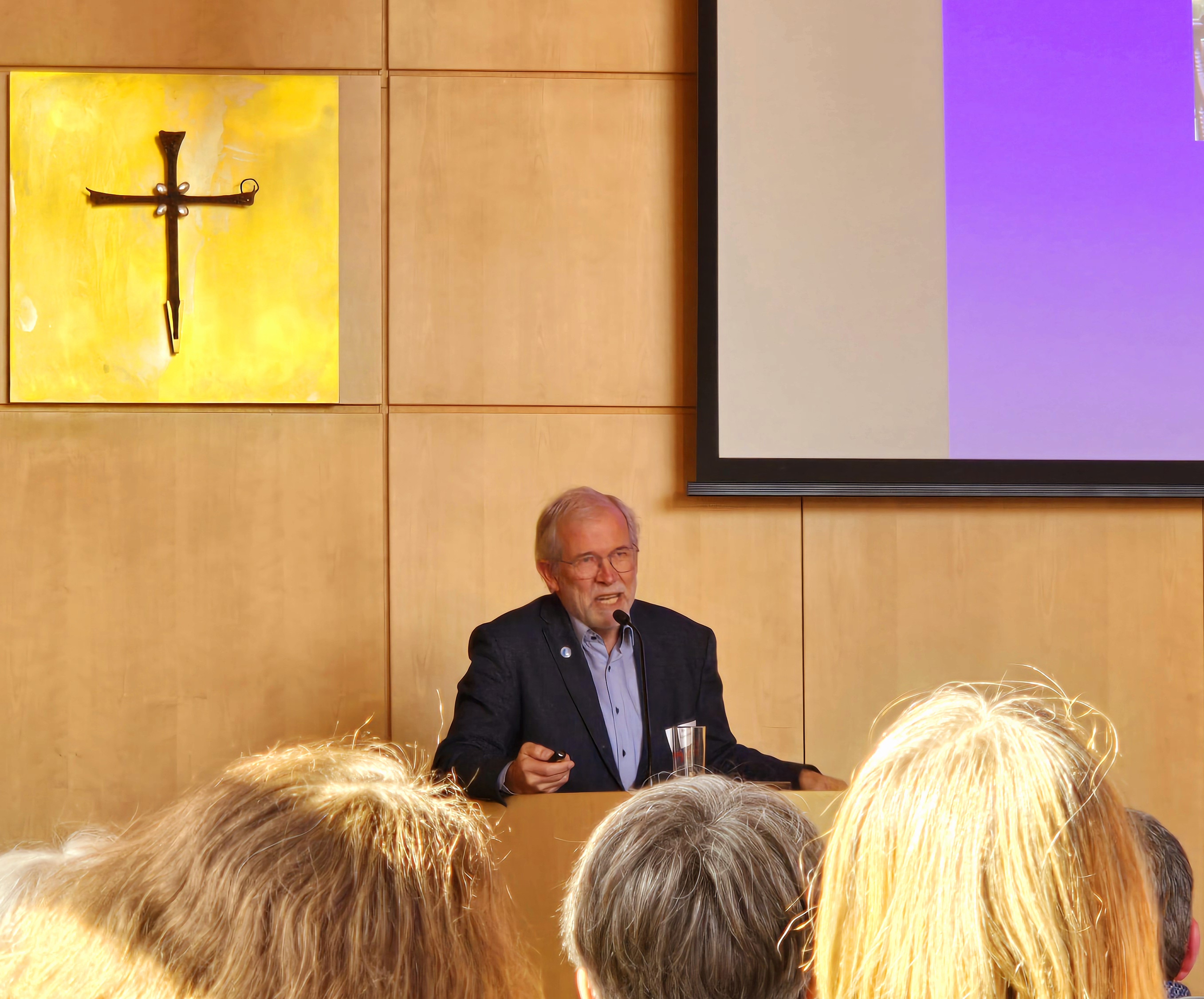
Michael Rosenberger in einer Veranstaltung im Haus am Dom, Frankfurt

## Leben
Michael Rosenberger studierte Theologie in Würzburg und Rom und wurde am 10. Oktober 1987 in der Kirche Sant' Ignazio in Rom zum Priester geweiht. 1995 promovierte er an der Universität Würzburg, 1999 habilitierte er sich im Fach Moraltheologie. Seit dem Studienjahr 2002/2003 ist er Inhaber des Lehrstuhls für Moraltheologie an der KTU Linz. 2004 wurde er in die Gentechnik-Kommission des Gesundheitsministeriums berufen und im selben Jahr zum Umweltsprecher der Diözese Linz ernannt.

## Forschungsschwerpunkte und Tätigkeiten
Die Forschungsschwerpunkte von Michael Rosenberger liegen in den Bereichen Schöpfungsethik und Schöpfungsspiritualität, Determinismus und Willensfreiheit sowie in Neurowissenschaften und Spiritueller Theologie als auch im Bereich Umwelt- und Tierethik.
Im Rahmen der Schöpfungsethik untersucht Rosenberger Grundeinstellungen und Haltungen wie Demut, Ehrfurcht, Empathie und Verzichtbereitschaft auf ihr spezifisch religiöses Potential hin, um ein normatives Gesamtkonzept für einen gläubigen Umgang mit der Schöpfung im Wahrnehmen und Handeln vorzulegen. Mediale Aufmerksamkeit hat in diesem Zusammenhang seine Stellungnahme gefunden, der Einsatz von Schneekanonen könne unter bestimmten Umständen auch „sündhaft“ sein. Seit 2020 ist er Mitherausgeber der Reihe Interdisziplinäre Tierethik / Interdisciplinary Animal Ethics (ITE/IAE).
Rosenberger war von 2006 bis 2010 Rektor und von 2010 bis 2014 Prorektor der Katholischen Privat-Universität Linz. Seit 2013 ist er Vorsitzender der Arbeitsgemeinschaft Theologie der Spiritualität sowie seit 2023 der Internationalen Vereinigung für Moraltheologie und Sozialethik.

## Schriften (Auswahl)
- Die Bilder verstehen – ein römischer Pilgerführer. Münsterschwarzach 1990, ISBN 3-87868-407-X.
- Ur-Bilder des Glaubens: der spirituell-theologische Gehalt mittelalterlicher Heiligenlegenden und ihrer bildlichen Darstellung. Würzburg 1998, ISBN 3-8260-1662-9.
- Was dem Leben dient. Schöpfungsethische Weichenstellungen im konziliaren Prozess der Jahre 1987–89 (Theologie und Frieden; 21), Stuttgart 2001, ISBN 978-3-17-016697-4.
- Determinismus und Freiheit: das Subjekt als Teilnehmer. Darmstadt 2006, ISBN 978-3-534-17463-8.
- Frei zu leben. Allgemeine Moraltheologie. Münster 2018, ISBN 978-3-402-13320-0.
- Frei zu vergeben. Moraltheologische Überlegungen zu Schuld und Versöhnung. Münster 2019, ISBN 978-3-402-24613-9.
- Eingebunden in den Beutel des Lebens. Christliche Schöpfungsethik. Münster 2021, ISBN 978-3-402-24788-4.
  - Englisch: Christian Ethics of Creation. On the Path of Ecological Conversion, Baden-Baden 2022, ISBN 978-3-8487-8796-8, doi: https://doi.org/10.5771/9783748934387-1 (open access).
- Krone der Schöpfung? Ursprünge des christlichen Anthropozentrismus und Möglichkeiten seiner Überwindung (Interdisziplinäre Tierethik; 3), Baden-Baden 2023, ISBN 978-3-7560-1148-3, doi: https://doi.org/10.5771/9783748917090 (open access).
  - Englisch: Crown of Creation? Origins of Christian Anthropocentrism and Possibilities of Overcoming (Interdisciplinary Animal Ethics; 4), Baden-Baden 2024, ISBN 978-3-7560-1277-0, doi: https://doi.org/10.5771/9783748940289 (open access).